# 善光寺 (美濃市)
善光寺（ぜんこうじ）は岐阜県美濃市泉町にある阿弥陀如来を本尊とする浄土宗西山禅林寺派の寺院で、山号は小倉山。中濃八十八ヶ所霊場三十三番札所。

## 歴史
嘉慶元年（1387年）、受転により現在の広島県尾道市に建立されたと伝わる。
その後の経緯は不明であるが、明治34年（1901年）に現在地へ移転した。その際に来昌寺より素真が一光三尊の阿弥陀如来をもたらしている。
明治40年（1907年）、日露戦争の際に武儀郡で戦没した兵士の木像170体が名古屋の人形師により制作され、寺内に建てられた忠魂堂で祀られた。
同時に戦没者の戦歴簿も治められた。
昭和20年（1945年）に太平洋戦争が終結すると忠魂堂は連合軍総司令部により破却が命じられ、木像は遺族に譲渡されることになった。
遺族に引き取られなかった木像は倉庫に保管されていたが、昭和52年（1977年）に建立された英霊堂に移された。